# Jules Robert Auguste

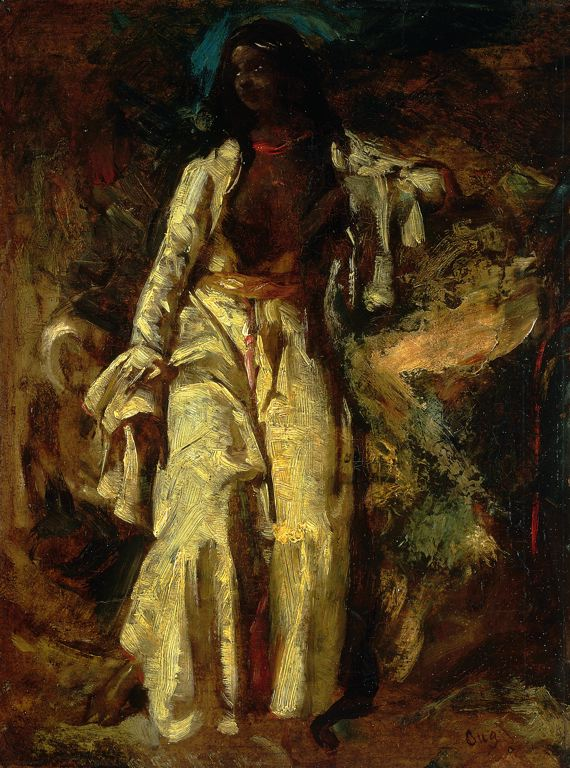
Jules Robert Auguste: Nubian Woman, Öl auf Leinwand, um 1825/30

Jules Robert Auguste (* 5. Januar 1789 in Paris; † 15. April 1850 ebenda) war ein französischer Maler und Bildhauer des romantischen Klassizismus und errang hauptsächlich durch orientalistische Motive Erfolge.

## Leben und Wirken
Jules Robert Auguste wurde in einer Familie von Goldschmieden geboren. Er studierte ab 1806 an der renommierten École des Beaux-Arts in Paris. Im Jahr 1810 gewann Auguste den Prix de Rome der Académie des Beaux-Arts in der Rubrik „Skulptur“. Die verliehene Auszeichnung war mit einem Stipendium und einem mehrjährigen Aufenthalt in Rom verbunden.
Durch seine späteren Reisen durch Griechenland, Ägypten, den Mittleren Osten und Marokko in den Jahren 1815–1817 gilt Auguste als Wegbereiter und Förderer des Orientalismus. In seinen östlich inspirierten Werken – meist Pastelle und Aquarelle – erweist sich Auguste als Anhänger Eugène Delacroix’. Er gilt auch wegen seines großzügigen Umgangs mit den Farben als Wegbereiter des Impressionismus.
Die Bewegung des Orientalismus ging von Frankreich aus und wurde vor allem durch Eugène Delacroix und durch Gustave Flaubert (Salammbô) in die Wege geleitet. Viele Maler aus allen europäischen Ländern griffen diesen Trend auf, unter anderem Léon Belly, Théodore Chassériau, Rudolf Ernst, Ludwig Deutsch, Eugène Fromentin, Charles Gleyre, Carl Haag, William Holman Hunt, Leopold Carl Müller, Henri Regnault, Pierre-Auguste Renoir und Horace Vernet.